# Francia en los Juegos Paralímpicos de Pyeongchang 2018
Francia estuvo representada en los Juegos Paralímpicos de Pyeongchang 2018 por once deportistas, nueve hombres y dos mujeres.

## Medallistas
El equipo paralímpico francés obtuvo las siguientes medallas:
| Nombre                                           | Deporte        | Evento                              |
| ------------------------------------------------ | -------------- | ----------------------------------- |
| Oro                                              |                |                                     |
| Benjamin Daviet                                  | Biatlón        | 7,5 km de pie masculino             |
| Benjamin Daviet                                  | Biatlón        | 12,5 km de pie masculino            |
| Marie Bochet                                     | Esquí alpino   | Descenso de pie femenino            |
| Marie Bochet                                     | Esquí alpino   | Eslalon de pie femenino             |
| Marie Bochet                                     | Esquí alpino   | Eslalon gigante de pie femenino     |
| Marie Bochet                                     | Esquí alpino   | Supergigante de pie femenino        |
| Anthony Chalençon Thomas Clarion Benjamin Daviet | Esquí de fondo | 4 × 2,5 km clase abierta            |
| Plata                                            |                |                                     |
| Benjamin Daviet                                  | Biatlón        | 15 km de pie masculino              |
| Arthur Bauchet                                   | Esquí alpino   | Descenso de pie masculino           |
| Arthur Bauchet                                   | Esquí alpino   | Eslalon de pie masculino            |
| Arthur Bauchet                                   | Esquí alpino   | Supergigante de pie masculino       |
| Arthur Bauchet                                   | Esquí alpino   | Supercombinada de pie masculino     |
| Frédéric François                                | Esquí alpino   | Supercombinada sentado masculino    |
| Benjamin Daviet                                  | Esquí de fondo | 20 km de pie masculino              |
| Cécile Hernandez                                 | Snowboard      | Eslalon SB-LL1 femenino             |
| Bronce                                           |                |                                     |
| Anthony Chalençon                                | Biatlón        | 15 km discapacidad visual masculino |
| Frédéric François                                | Esquí alpino   | Eslalon sentado masculino           |
| Frédéric François                                | Esquí alpino   | Supergigante sentado masculino      |
| Thomas Clarion                                   | Esquí de fondo | 20 km discapacidad visual masculino |
| Cécile Hernandez                                 | Snowboard      | Campo a través SB-LL2 femenino      |